# NGC 2213
NGC 2213 je otvoreni skup  u zviježđu Stolu. 

## Vanjske poveznice
- SEDS: NGC 2213